# كازوهيرو تاكيدا
كازوهيرو تاكيدا (باليابانية: 武田一浩؛ بالكانا: たけだ かずひろ) هو لاعب كرة قاعدة ياباني، ولد في 22 يونيو 1965 في سيتاغايا في اليابان.

## روابط خارجية
- كازوهيرو تاكيدا على موقع الدوري الياباني لكرة القاعدة (الإنجليزية)
- كازوهيرو تاكيدا على موقعبيزبول رفرنس.كوم (الدوري الثانوي) (الإنجليزية)